# Fireblade (videojuego)
Fireblade es un videojuego desarrollado por Kuju Entertainment lanzado en 2002. En el juego el jugador toma el control de un avanzado helicóptero de combate como parte del programa internacional antiterrorista Fireblade, que en el arco de la historia del videojuego, es responsable de la lucha contra el terrorismo. Los enemigos del juego son los ficticios "Estados Unidos del Este", que se encarga de la construcción de campos de entrenamiento terroristas, planeamiento de ataques y fabricación de armas de destrucción masiva.
El videojuego enfrenta a los jugadores, situados en la cabina de un helicóptero militar en decenas de misiones basadas en la noche y días, todo lo cual lleva a cabo en lugares del mundo real. Jugadores toman el timón de dos helicópteros distintos y volar misiones de ataque y rescate en 18 diferentes niveles. El juego incluye cuatro campañas en una variedad de entornos, incluidos los Alpes Suizos, desierto de Arizona, la Selva Amazónica y el círculo polar ártico.
El juego es similar en muchos aspectos al videojuego "ThunderHawk: Operación Fénix", sin embargo, en Fireblade el jugador se ve obligado a ser mucho menos cauteloso, a excepción de las misiones de sigilo, y por lo general se ve enfrentado a cantidades mucho mayores de enemigos. El objetivo principal del juego es provocar un agresivo ataque por parte del jugador contra las formaciones enemigas blindadas grandes, soldados, bases y completar los objetivos de la misión principal, que varían desde la simple destrucción de un puente, hasta ayudar a un equipo de fuerzas especiales en la detención de un tren.

## Niveles
El juego posee dieciocho misiones divididas en cuatro campañas, en una sorprendente variedad de entornos exuberantes, incluidos los Alpes Suizos, desierto de Arizona, la Selva Amazónica y el círculo polar ártico.
Campaña 1  - Alpes Suizos
```
M1 - Welcome To Fireblade
M2 - Defend The Base
M3 - Crack Their Encryption
M4 - Strike Three
M5 - Take No Prisoners
```

Campaña 2  - Desierto de Arizona
```
M1 - Vendetta Facility
M2 - Rescue Brooks
M3 - Vendetta Recovery
M4 - Stop The Express
```

Campaña 3  - Latinoamérica
```
M1 - Flush 'Em Out
M2 - Downtown Destruction
M3 - Jailbreak!
M4 - Dam & Blast
```

Campaña 4  - Círculo polar ártico
```
M1 - Beachhead
M2 - Hunt & Kill
M3 - Rhames In Trouble
M4 - Round 'Em Up
M5 - The Fortress
```

## Equipo
La trama gira en torno a los dos helicópteros distintos que posee el juego: el AV-76 Vendetta, un súper avanzado helicóptero de combate ligero, que posee la capacidad de superar la velocidad de un jet de combate; y el UV-108 Talon, un helicóptero de carga y transporte pesado que puede transportar tropas. Posee las mismas armas que el Vendetta, con la desventaja der que no posee turbo-jet.
Múltiples armas mortales, de alta tecnología, incluyendo cañones de francotirador, enjambre de misiles, armas EMP, cañones de riel y Laser-Guided Homing misiles son el mortal arsenal de armas que posee el juego.

## Datos y Armamento
|                        | AV-76 Vendetta                   | UV108 Talon                      |
| ---------------------- | -------------------------------- | -------------------------------- |
| Dimensiones            |                                  |                                  |
| Hélices                | 10.5m                            | 21.5m                            |
| Peso                   | 3.5m                             | 7.5m                             |
| Largo                  | 12.8m                            | 25.0m                            |
| Armas                  |                                  |                                  |
| Misiles ARK17          | 6                                | 6                                |
| Cohetes ASP            | 24                               | 24                               |
| Minigun 30mm           | Ilimitado                        | Ilimitado                        |
| Fusil de francotirador | Ilimitado                        | Ilimitado                        |
| Cañón EMP              | 10 celdas de energía recargables | 10 celdas de energía recargables |
| Tropas de combate      | No posible                       | 6 hombres                        |
| Modos de vuelo         |                                  |                                  |
| Operaciones de combate | Sí                               | Sí                               |
| Transporte             | No                               | Sí                               |
| Stealth Mode           | Sí                               | Sí                               |
| Turbo Jet              | Sí                               | Sí                               |
|                        |                                  |                                  |
| Velocidad máxima       | Mach 0.8                         | 180 mph                          |
| Rotación máxima        | 180 deg/seg                      | 120 deg/seg                      |
| Elevación máxima       | 4g                               | 2g                               |

## Adicionales
El juego trae incluidos créditos y una serie de vídeos alusivos a la trama del juego, los cuales representan los resultados de las últimas misiones de cada campaña, en las cuales siempre se veía la gran destrucción provocada, el jugador y/o acompañantes.
Contenido de DVD con un mini-documental titulado "El rugir de la guerra" (The Roar of War, en inglés) que fue creado a partir de material de archivo real de helicópteros de combate en acción, en el que se ven el desarrollo del Bell AH-1 Cobra, el Boeing AH-64 Apache y el Boeing-Sikorsky RAH-66 Comanche.